# Елхред
Елхред (давн-англ. Alchred) — король Нортумбрії, правив у 765—774 роках. Син Енвіна, зять Освульфа.

## Життєпис
Вчинив змову проти Етелвалда Молла і вбив його, після чого зайняв престол. Партія Етелвалда Молла, що втратила свої позиції після смерті свого ватажка, потихеньку набрала колишню силу. Елхред, щоб не потрапити своїм супротивникам до рук, втік до короля піктів.
Його наступником став Етельред І, син Етелвалда Молла. Старший син Елхреда, Осред ІІ, став королем Нортумбрії в 788 році, а молодший Алькмунд — був убитий у 800 році під час правління Ердвульфа і пізніше визнаний святим.